# إيان مكمولين
إيان مكمولين (بالإنجليزية: Ian McMullen)‏ هو لاعب كرة قدم بريطاني في مركز الوسط، ولد في 17 نوفمبر 1965 في Hoylake ‏ في المملكة المتحدة. لعب مع نادي بانغور سيتي ونادي ترانمير روفرز.